# Mîronivka
Mîronivka (în ucraineană Миронівка) este orașul raional de reședință al raionului Mîronivka din regiunea Kiev, Ucraina. În secolul al XIX-lea, satul făcea parte din volostul Kozîn, uezdul Kaniv. În afara localității principale, mai cuprinde și satul Nova Oleksandrivka.

## Demografie
Componența lingvistică a orașului Mîronivka
     Ucraineană (96,25%)
     Rusă (3,4%)
     Alte limbi (0,14%)
Conform recensământului din 2001, majoritatea populației orașului Mîronivka era vorbitoare de ucraineană (96,25%), existând în minoritate și vorbitori de rusă (3,4%).